# Blaće
Blaće je hrvatsko prezime. Potječe iz Šibenika i 11 km udaljenog Danilo Birnja.

## Povijest
Prezime nalazimo u ranijim župnim knjigama Šibenskog Varoša, a oblici koji se javljaju su Blaće, Blaćanin, a ponekad i Blaćanović. Korijen prezimena nalazi se u nazivu mjesta Zablaće, odakle su Blaće doselili u Šibenski Varoš.
Nešto kasnije spominje se Mate Blaćanin († 1703.) upisan talijanizirano Matheo Blachie. Od tada nastaje latinski oblik prezimena Blaće, koje se u maticama gotovo uvijek piše Blachije, osim rijetko Blachich, kada je nastavak - ich dodavan i ostalim prezimenima koja ga nisu imala, te nekoliko puta Blagie.
Osnutkom župe Danilo Kraljice, 1855. godine, stanovnici Danilo Birnja, među njima i rod Blaće, upisuju se u knjige novoosnovane župe, a ne više u knjige župe Šibenski Varoš. U maticama Danilo Kraljica se uglavnom piše Blachije, a ponekad i Blaće. Fra Stipan Zlatović, župnik od 1865. – 1871., je prvi počeo matice pisati na hrvatskom jeziku, on ovo prezime piše Blaće. Isto ga je pisao i njegov nasljednik fra Frane Belamarić župnik od 1871. – 1877. Župnici iza njih: fra Jere Balić, župnik od 1877. – 1890. pisao je Blačić, fra Stanko Đirlić, župnik od 1890. – 1908. je pisao Blaćo. Fra Frano Mišica župnik od 1908. – 1918. sastavio je Anagraf župe koji je u upotrebi do danas, a sve je upisao kao Blačić. Ovaj župnik je uz ime krštenika upisivao i ime primalje koja ga je porodila. Prezime Blaće se u kasnijim varoškim maticiama kao i u ostalim javnim spisima 19. st. gotovo uvijek piše Blaće.
Današnji preci ovog roda nose prezimena Blaće ili Blačić.